# 1986 у хокеї з шайбою
Нижче наведені хокейні події 1986 року у всьому світі.

## Головні події
На чемпіонаті світу в Москві золоті нагороди здобула збірна СРСР.
У фіналі кубка Стенлі «Монреаль Канадієнс» переміг «Калгарі Флеймс».

## Національні чемпіони
- Австрія: «Клагенфурт»
- Болгарія: ЦСКА (Софія)
- Велика Британія: «Дарем Васпс»
- Данія: «Редовре»
- Італія: «Мерано»
- Нідерланди: «Лада» (Гронінген)
- НДР: «Динамо» (Берлін)
- Норвегія: «Стернен» (Фредрікстад)
- Польща: «Полонія» (Битом)
- Румунія: «Стяуа» (Бухарест)
- СРСР: ЦСКА (Москва)

- Угорщина: «Уйпешт Дожа» (Будапешт)
- Фінляндія: «Таппара» (Тампере)
- Франція: «Сен-Жерве»
- ФРН: «Кельнер»
- Чехословаччина: ВСЖ (Кошиці)
- Швейцарія: «Лугано»
- Швеція: «Фер'єстад» (Карлстад)
- Югославія: «Партизан» (Белград)

## Переможці міжнародних турнірів
- Кубок європейських чемпіонів: ЦСКА (Москва, СРСР)
- Турнір газети «Известия»: збірна СРСР
- Кубок Шпенглера: збірна Канади
- Північний кубок: «Фер'єстад» (Карлстад, Швеція)
- Кубок Татр: ВСЖ (Кошиці, Чехословаччина)
- Турнір газети «Советский спорт»: ЦСКА (Москва), «Хімік» (Воскресенськ), «Крила Рад» (Москва), «Спартак» (Москва)[1]